# Youhao
Der Stadtbezirk Youhao (chinesisch 友好区, Pinyin Yǒuhǎo Qū) der bezirksfreien Stadt Yichun in der chinesischen Provinz Heilongjiang im Nordosten der Volksrepublik China hat eine Fläche von 3.018 km² und zählt 54.302 Einwohner (Stand: Zensus 2020).